# 大众集团MQB平台
福斯集团MQB平台是大众集团的发动机横向前置的模块化平台，从2012年开始开始启用。
MQB是Modularer Querbaukasten（横向模块化）的缩写。 乃是福斯集团Modularer Baukasten（模块化结构）计划的一种，同类的计划还包括大众集团MLB平台，即发动机纵置的平台。
MQB平台可以生产从A00、A0、A到B四个级别的车型，并将取代目前的PQ25平台、PQ35平台和PQ46平台。所有使用MQB平台的车型，无论轴距、外部尺寸如何，均可共享相同的前轴、踏板箱、发动机布置。 
说某个车型是“使用MQB平台搭建”的时候，其本质上并不是某个平台，而是一个合理引入了共用发动机放置方向的系统。MQB将大量的汽车零部件实现标准化，令它们可以在不同品牌和不同级别的车型中实现共享。这一技术的应用可以将不同品牌的不同车型在同一个工厂里生产出来，这将极大地降低车型的开发费用、周期以及生产环节的制造成本。 福斯汽车开发业务总监Ulrich Hackenberg把MB计划称为“战略武器”。

## 基于MQB平台的车型

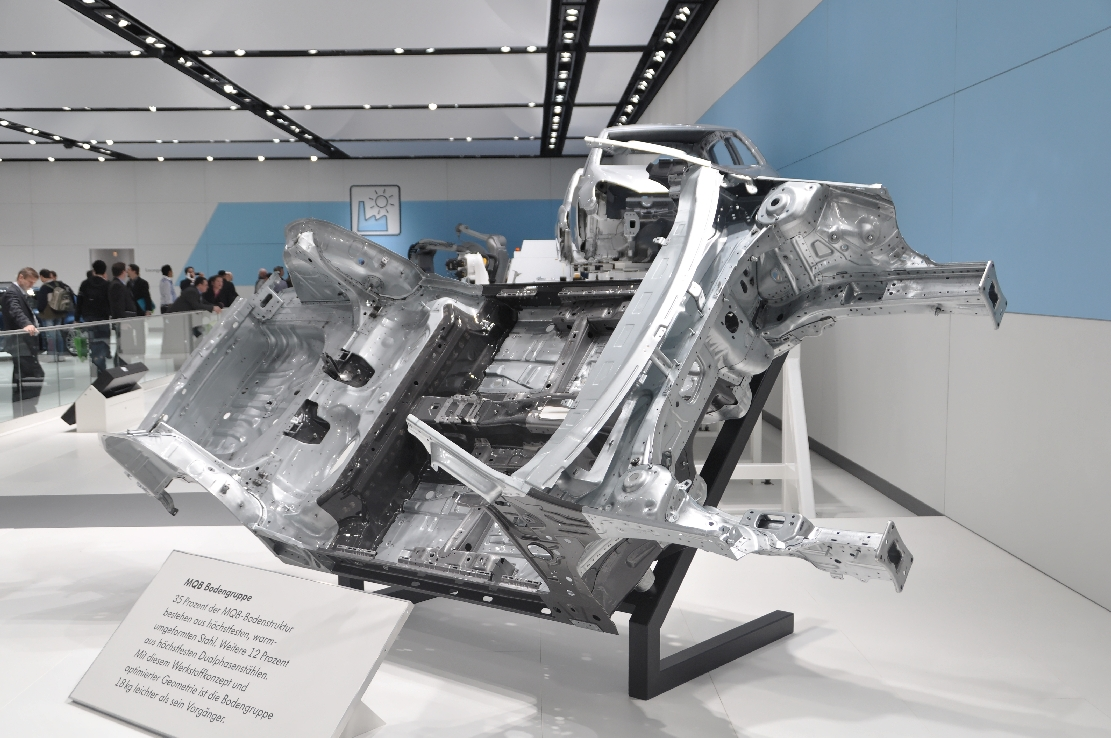
MQB車底
大众集团MQB平台於2012年展示

### 大众
- 大众Arteon
- 福斯T-Roc
- 福斯T-Cross

### 斯柯达
- [1]
  - 2012 第三代車型 MQB
  - 2020 第四代車型 MQB Evo
- - 2015 第三代車型 MQB
  - 2023 第四代車型 MQB Evo
- - 2021 第四代車型 MQB A0
- Škoda Kodiaq
  - 2016 第一代車型 MQB A2
  - 2023 第二代車型 MQB Evo
- - 2017 第一代車型 MQB A1
- ŠKoda Kamiq
  - 2019 第一代車型 MQB A0
- Škoda Scala
  - 2019 第一代車型 MQB A0

### 奥迪
- 奧迪A1
- 奥迪A3[1]
  - 2012 第三代車型 MQB
  - 2020 第四代車型 MQB Evo
- 奥迪TT
- 奥迪Q2
- 奧迪Q3